# Cassia leucocephala
Cassia leucocephala är en ärtväxtart som beskrevs av Sensu Bailey. Cassia leucocephala ingår i släktet Cassia och familjen ärtväxter. Inga underarter finns listade i Catalogue of Life.